# Maya (album)
Maya (stylizowany jako /\/\/\Y/\) − trzeci album studyjny brytyjskiej piosenkarki M.I.A., wydany 7 lipca 2010 roku.

## Lista utworów
- 1. „The Message” − 0:57
- 2. „Steppin Up” − 4:01
- 3. „XXXO” − 2:54
- 4. „Teqkilla” − 6:20
- 5. „Lovalot” − 2:50
- 6. „Story to Be Told” − 3:32
- 7. „It Takes a Muscle” − 3:00
- 8. „It Iz What It Iz” − 3:29
- 9. „Born Free” − 4:07
- 10. „Meds and Feds” − 3:09
- 11. „Tell Me Why” − 4:11
- 12. „Space” − 3:08

Deluxe edition
- 13. „Internet Connection” − 2:49
- 14. „Illygirl” − 2:12
- 15. „Believer” − 3:11
- 16. „Caps Lock” − 3:58

## Single
- „Born Free” (singel promo, wydany 23 kwietnia 2010);
- „XXXO” (pierwszy oficjalny singel, wyd. 11 maja 2010);
- „Steppin Up” (promo, wyd. 16 maja 2010);
- „Teqkilla” (promo, wyd. 29 czerwca 2010);
- „Tell Me Why” (promo, wyd. 6 lipca 2010);
- „It Takes a Muscle” (drugi oficjalny singel, wyd. 20 grudnia 2010);
- „Internet Connection” (promo, wyd. 11 stycznia 2011).

## Pozycje na listach przebojów
| Kraj/region              | Notowanie (2010)                  | Wydawca              | Najwyższa pozycja |
| ------------------------ | --------------------------------- | -------------------- | ----------------- |
| Australia                | Top 100 Albums                    | ARIA Charts          | 21                |
| Austria                  | Top 100 Albums                    | Ö3 Austria Top 40    | 53                |
| Belgia (Flandria)        | Top 50 Albums                     | Ultratop             | 20                |
| Belgia (Region Waloński) | Top 50 Albums                     | Ultratop             | 48                |
| Dania                    | Top 40 Albums                     | Tracklisten          | 17                |
| Europa                   | Top 100 Albums                    | Billboard            | 31                |
| Finlandia                | Top 50 Albums                     | ÄKT                  | 9                 |
| Francja                  | Top 200 Albums                    | SNEP                 | 79                |
| Grecja                   | Top 75 International Albums       | ΕΕΠΗ                 | 10                |
| Holandia                 | Top 100 Albums                    | MegaCharts           | 93                |
| Irlandia                 | Top 100 Albums                    | IRMA                 | 47                |
| Japonia                  | Top 100 Albums                    | Oricon               | 37                |
| Kanada                   | Top 200 Albums                    | Jam! Canoe/Billboard | 7                 |
| Niemcy                   | Top 100 Albums                    | Media Control Charts | 48                |
| Norwegia                 | Top 40 Albums                     | VG-lista             | 8                 |
| Nowa Zelandia            | Top 40 Albums                     | RIANZ                | 21                |
| Stany Zjednoczone        | Billboard 200                     | Billboard            | 9                 |
| Stany Zjednoczone        | Dance/Electronic Albums           | Billboard            | 1                 |
| Szwajcaria               | Top 100 Albums                    | Schweizer Hitparade  | 27                |
| Szwecja                  | Top 60 Albums                     | Sverigetopplistan    | 31                |
| Wielka Brytania          | Official Independent Albums Chart | OCC                  | 2                 |
| Wielka Brytania          | Top 200 Albums                    | OCC                  | 21                |